# Godofredo de Oliveira Neto
Godofredo de Oliveira Neto (Blumenau, 22 mai 1951) est un écrivain et professeur d'université brésilien, diplômé en Lettres et Hautes Etudes internationales de la Sorbonne. Il est professeur à l'Université fédérale de Rio de Janeiro (UFRJ) depuis 1980.
Il est l'auteur de romans comme O Bruxo do Contestado (1996), déclaré révélation de l'année par le magazine Folha de Sao Paulo et le magazine Veja, ou comme Amores Exilados (2011), acclamé par la critique comme un livre important sur les exilés politiques pendant la dictature militaire au Brésil,. Son livre pour enfants Ana e a Margem do Rio (2002) a reçu la mention « vivement recommandé » de la Fondation nationale du livre pour les enfants et la Jeunesse. Ses autres livres importants sont Oleg e os Clones (1999), Menino Oculto (2005), classé second à la quarante-huitième édition du Prix Jabuti, et Marcelino (2008). En 2013, il a publié le roman, A Ficcionista. Certains de ses romans sont traduits en français et publiés par la maison d'édition Envolume: Amours exilées (2017), L'enfant caché (2018) et Esquisse (2021).
Godofredo de Oliveira Neto est titulaire de la chaire « baron de Rio Branco » de l'Académie des Arts de Carioca, membre du Pen club du Brésil, de l'Académie Européenne des Sciences, des Lettres et des Arts (Ambassadeur pour l'Amérique latine) et du Conseil d'Etat de la Culture de Rio de Janeiro. 
Il a notamment reçu la Médaille Euclides da Cunha de l'Académie brésilienne des Lettres et la Médaille Cruz e Sousa de l'État de Santa Catarina.
Il a également dirigé le Département de l'enseignement supérieur du Ministère de l'Éducation du Brésil (MEC) entre 2002 et 2005 et a été le doyen de l'UFRJ  de 1990 à 1994.